# 蓝鹃鵙
蓝鹃鵙（学名：Cyanograucalus azureus）是山椒鸟科蓝鹃鵙属（学名：Cyanograucalus）属的唯一一种。分布于安哥拉、布基纳法索、喀麦隆、中非共和国、刚果共和国、刚果民主共和国、科特迪瓦、赤道几内亚、加蓬、加纳、几内亚、利比里亚、尼日利亚、塞拉利昂、多哥和乌干达。其自然栖息地为亚热带或热带的干燥森林以及亚热带或热带的湿润低地森林。